# Primeira Liga 2009/2010
Primeira Liga 2009/2010 var den 73:e säsongen av Portugals högsta serie i fotboll för herrar.
Serien startade i augusti 2009 och avslutades i maj 2010.
16 lag spelade i serien, och Benfica blev säsongens mästare.
Belenenses och Leixões nerflyttades till Liga de Honra.

## Tabell
| Nr | Klubb             | Poäng |
| -- | ----------------- | ----- |
| 1  | Benfica           | 76    |
| 2  | Braga             | 71    |
| 3  | Porto             | 68    |
| 4  | Sporting          | 48    |
| 5  | Marítimo          | 41    |
| 6  | Vitória Guimarães | 41    |
| 7  | Nacional          | 39    |
| 8  | Naval             | 36    |
| 9  | Leiria            | 35    |
| 10 | Paços de Ferreira | 35    |
| 11 | Académica         | 33    |
| 12 | Rio Ave           | 31    |
| 13 | Olhanense         | 29    |
| 14 | Vitória Setúbal   | 25    |
| 15 | Belenenses        | 23    |
| 16 | Leixões           | 21    |

## Vinnare
- Benfica

## Nerflyttade till Liga de Honra
- Belenenses
- Leixões

## Klubbar säsongen 2009/2010
| Klubb             | Stad              | Hemmaarena                          |
| ----------------- | ----------------- | ----------------------------------- |
| Académica         | Coimbra           | Estádio Cidade de Coimbra           |
| Belenenses        | Lissabon          | Estádio do Restelo                  |
| Benfica           | Lissabon          | Estádio da Luz                      |
| Braga             | Braga             | Estádio Municipal de Braga          |
| Leixões           | Matosinhos        | Estádio do Mar                      |
| Marítimo          | Funchal           | Estádio da Madeira                  |
| Nacional          | Funchal           | Estádio dos Barreiros               |
| Naval 1º de Maio  | Figueira da Foz   | Estádio Municipal José Bento Pessoa |
| Olhanense         | Olhão             | Estádio José Arcanjo                |
| Paços de Ferreira | Paços de Ferreira | Estádio da Mata Real                |
| FC Porto          | Porto             | Estádio do Dragão                   |
| Rio Ave           | Vila do Conde     | Estádio dos Arcos                   |
| Sporting Lissabon | Lissabon          | Estádio José Alvalade               |
| UD Leiria         | Leiria            | Estádio Dr. Magalhães Pessoa        |
| Vitória Guimarães | Guimarães         | Estádio D. Afonso Henriques         |
| Vitória Setúbal   | Setúbal           | Estádio do Bonfim                   |